# Terrário (habitação espacial)
Terrários asteroides são habitações espaciais ficcionais, mas hipoteticamente possíveis, descritas no livro 2312, de autoria Kim Stanley Robinson, um escritor estadunidense de ficção científica hard. No romance, um "terrário" é um ecossistema artificial criado pela escavação em forma cilíndrica de um asteroide. Este espaço oco seria criado por máquinas autorreplicadoras escavadeiras. Na superfície interna deste cilindro oco um ecossistema poderia prosperar por conta da gravidade artificial resultante da força centrípeta, que seria produzida pelo movimento giratório do asteroide em seu maior eixo. Pelo menos 2 quilômetros de paredes sólidas de asteroide seriam deixados em todos os pontos ao redor do interior oco para fornecer proteção contra radiações e proteção a partir de material interplanetário, exceto no orifício de entrada. Um elemento de iluminação, chamado sunline, seria amarrada no interior do cilindro ao longo do eixo de rotação para proporcionar luz artificial. A parte iluminada da linha percorre o comprimento do cilindro para simular o caminho do Sol sobre o céu da Terra. Durante a fase da noite, as luzes de rua, do outro lado superfície interna, se assemelhariam a estrelas.
Robinson escreve sobre as infinitas possibilidades dos ecossistemas desse tipo, como, por exemplo, savanas, mundos aquáticos ou habitats com novas espécies, chamadas no livro de ascensions, resultantes da hibridação das mais comuns. Os terrários não seriam criados apenas para fins residenciais; em 2312 eles também funcionam como mundos agrícolas (para produção de alimentos para a Terra) e embarcações de transporte. Impulsionado pelo Sistema Solar, eles seguem rotas regulares, sem parar, como os asteroides fazem normalmente. Naves que desejassem embarcar neles precisariam corresponder suas velocidades. Os terrários tornaria a viagem a partir da Terra para os planetas exteriores em questão de semanas, como viagens transatlânticas antes do motor a vapor. No romance, o Alfred Wegener (presumivelmente nomeado em homenagem ao geofísico alemão) é um desses terrários, um cilindro escavado 20 km de comprimento adentro de um asteroide:
| “ | Grama da pradaria e manchas de floresta arqueadas como uma Capela Sistina gigante suspensa, uma Sistina em que Michelangelo pintou uma versão do Éden - a savana, a primeira paisagem humana, apela para algo muito profundo na mente. Embora a topologia do terrário sempre fizesse Wahram sentir como se estivesse dentro de um mapa que havia sido enrolado em um tubo. | ” |